# 多田あさみ
多田 あさみ（ただ あさみ、1988年9月27日 - ）は、日本のグラビアアイドル。神奈川県横浜市出身。アイエス・フィールド所属。

## 来歴
家族構成は両親と姉2人。母親は青森県出身。姉2人とはかなり年齢が離れている。姪が2人、甥が2人（うち姪1人とは同居）おり、まれにブログに登場する。
中学生の頃から芸能事務所にスカウトされることが多かった。その経験を生かして、とある事務所のスカウトマンの手伝いをしたこともあった。姉も芸能関係の仕事をしていたこともあり事務所選びには気をつけており、勉強になったと語っている。身長や胸のことなど容姿のことで悩んでいたときに、周囲の人にそれを生かした仕事をした方がいいと勧められ、芸能界入りを決意した。芸能事務所M'sワールドが制作している携帯電話のグラビア番組に知人の紹介で出演。その時、多田が無所属だったことから、所属が決定した。
2008年4月デビュー。初仕事は日本テレビのバラエティ番組『モバタレGREAT』への出演だった。最初のグラビア撮影は、以前申し込んでいたオーディションを別のアイドルがキャンセルしたことから、多田に巡ってきたものだった。同年12月19日に1枚目のイメージDVD『NEW KISS』を発売。同DVDは8千枚以上を売り上げ、ZAKZAKの「第2回日本グラビアアイドル大賞」の新人賞を受賞するに至った。
鈴鹿8時間耐久ロードレースのレースクイーンを務めるという企画を同サイトで行い、その企画がサイト初登場となる。
歌舞伎町の現役アイドルのみが勤務するメイドカフェ&バー「PIPPI」をプロデュースし、自身も昼はメイド、夜はバーテンダーとして出勤している（夜のバーは夏目理緒と共同プロデュース）。またラインコミュニケーションズの新レーベル「MY GIRL」にて、新人アイドルDVDのプロデュースを行っている。
2010年5月20日、プロデュース1作目となる黒川結衣のDVD「MY GIRL 黒川結衣」が発売された。
2011年3月14日、ブログに投稿された「大人の千羽鶴始めました」というエントリーにてファミリーマートのファミポートを利用した東北関東大震災義援金（日本赤十字社）に寄付方法を紹介し、自身も2千円の寄付をした。芸能人としては少額の寄付だがそのスマートな方法とネーミングから賞賛を浴びた。
2014年、2015年と2年連続して「パチスロの日」PR大使「PSアンバサダー・S-Girls」のS-Girlsに就任。
2016年9月1日、「猫カフェ mfmf（モフモフ）」のオーナーとして神奈川県横浜市にオープンした。

## 人物
趣味はトイカメラ、アニメ鑑賞。
『カード学園』（TBS）においては「電脳アイドル」と紹介された。
もしアイドルになっていなかったら、ウェブデザイナーなどのウェブ系の仕事に就いていただろうと語る。
特技はバスケットボール、楽器演奏、パソコン。中学生の時にバスケ部の副部長を務めた、スロット、釣り、魚を捌くこと、猫の保護活動。
「ゆず」と「ごましお」という名前の猫を2匹飼っており、頻繁にブログに登場する。
胸は中学生の時から大きくなり始め、胸が原因でイジメにあったり、Tシャツの丈が足りなかったりと、胸が大きくて良かったことは特にないという。チャームポイントは胸とホクロ。『志村屋です。』（フジテレビ）で股間付近にホクロがあると語っており、イメージDVDでそれを披露している。
水着やグラビア自体が好きで、自身のパソコンにはグラビアアイドル専用のフォルダ設けており、画像が1ギガほどある。中でもお気に入りはほしのあきのウエストである。ほしのを憧れの人物として挙げており、1枚目のイメージDVD『NEW KISS』を撮るにあたっては、ほしののDVDを参考にした。
パチスロの腕前はファンの間でも有名で、“兄貴”と呼ばれている。

## 作品

### DVD
- NEW KISS（2008年12月19日、スパイスビジュアル）
- ロマンシア（2009年6月26日、竹書房）
- 誘惑日和（2009年9月20日、ラインコミュニケーションズ）
- アサミテ、キミト。（2009年12月18日、ぶんか社）
- タダミテ、ズット。（2009年12月18日、ぶんか社）
- しずく（2010年3月24日、ワニブックス）
- あさみの実 （2010年6月20日、ラインコミュニケーションズ）
- paranoia（2010年9月24日、彩文館）
- 甘い妄想（2010年12月17日、リバプール）
- As a me（2011年3月19日、トリコ）
- SWINUTION（2011年6月22日、トリコ）
- My Girl（2011年9月20日、ラインコミュニケーションズ）
- My Girl（2011年12月15日、ラインコミュニケーションズ） 共演：小出真衣
- 素顔のままで…（2012年3月30日、グラッソ）
- 願望図鑑（2013年4月19日、イーネット・フロンティア）
- 従順エレジー（2013年8月22日、ギルド）
- 妄想彼女（2013年11月25日、エアーコントロール）
- 集団社内恋愛2（2015年9月17日、ギルド） 共演：藤原しずか・田所ミカ・白川卯奈
- 愛欲衝動（2016年6月17日、M.B.D. メディアブランド）
- 愛欲鼓動（2017年7月21日、M.B.D. メディアブランド）
- 誘惑と従順（2020年1月23日、ギルド）

## 出演

### 映画
- クールガールズ / COOL GIRLS（2009年7月11日公開、M'sワールド） - 牧野真由美 役
- 女神戦隊ヴィーナスファイブ（2009年9月5日公開、M'sワールド） - 池田レイコ/グリーンヴィーナス 役
- 逢えてよかった（2010年4月3日公開、M'sワールド） - 主演　チエコ　役
- 彩愛-saiai-（2012年1月21日公開、M'sワールド）
- 赤×ピンク（2014年2月22日公開、KADOKAWA） - 千夏 役

### 舞台
- アロッタファジャイナ番外公演 11月戦争とその6ヵ月　ミサ役
- 六舎企画×シアターX提携公演　チェーホフ生誕150周年「かもめ」　ニーナ役

### テレビ
- モバタレGREAT（2008年4月 - 8月、日本テレビ）
- 史上空前!! 笑いの祭典 ザ・ドリームマッチ08 真夏の若手芸人祭り（2008年7月、TBS）
- 志村屋です。（2008年12月17日、フジテレビ）
- パジャマハウス（2009年1月16日、千葉テレビ）
- ありえへん∞世界（2009年2月10日、テレビ東京）
- ランク王国（2009年2月、5月16日、TBS）
- カード学園（2009年、TBS）
- グラビアの美少女 #452（MONDO TV、2009年8月28日）
- 歌セラ 第10回「男と女のクリスマスイブ」（2010年、TUY・TBC・HBCほか）
- 銀玉王（2010年）ゲスト出演
- 大東京トイボックス（2014年1月 - 3月、テレビ東京） - カリン 役

### ケータイドラマ
- いわく憑きの家（2008年8月、MOVIEFULL） - YUKIKO 役
- 美人探偵雨宮沙希（2009年、MOVIEFULL） - 主演　沙希　役

### Web
- Yahoo!バラエティ「よしログ」日曜アシスタント（出演は不定期）

### その他
- 2008年（平成20年）
  - 8月 - 山内順仁 デジタル写真集
  - 8月 - 月刊モバイルアクトレス 週刊.JP
  - 8月 - ヤングマガジン 10月号 携帯ヤングマガジン
  - 9月 - 第一興商BBサイバーダム ぐらから2009
  - 9月 - 2008年アコーディア・ガーデン瀬戸オープニングイベント
  - 10月 - EX大衆 愛のリコーダー
  - 10月 - スコラ ホワイトビキニーズ企画 11月25日発売号
  - 12月 - スカパーカラオケ&総合チャンネル タッチミーアイドル2009年
- 2009年（平成21年）
  - 2月　- ヤングジャンプ　ぷるるんサバイバル
  - 3月　- プレイボーイ　ビキニプリンセスを探せ!企画
  - 6月 - FLASH ミスFLASH2009ファイナリスト

## 書籍

### 写真集
- HH（2010年3月24日、ワニブックス）
- 赤×ピンク 多田あさみ写真集（2014年2月22日、角川書店）

### デジタル写真集
- 多田あさみデジタル写真集 「ふわふわバスト」（アスペクトデジタルメディア）

### デジタル配信
- Aircon+「アサミ+」（2013年2月22日、エアーコントロール）

### その他
- じぶん撮りっ!5（2010年7月14日、エイベックス・マーケティング） 他出演：次原かな、吉川麻衣子、戸田れい、丸高愛実